# Hellas Sat 4
Hellas Sat 4 / SaudiGeoSat-1 ist ein kommerzieller Kommunikationssatellit, den sich die KACST (King Abdulaziz City for Science and Technology) und die griechische Hellas Sat teilen (wobei Hellas Sat allerdings eine Tochterfirma der KACST ist). Er wurde am 5. Februar 2019 um 21:01 Uhr UTC mit einer Ariane-5-Trägerrakete vom Raketenstartplatz Raumfahrtzentrum Guayana (zusammen mit GSAT-31) in eine geostationäre Umlaufbahn gebracht.
Der dreiachsenstabilisierte Satellit ist mit 34 Ku-Band- (Hellas Sat) und Ka-Band-Transpondern ausgerüstet und soll von der Position 39° Ost aus den Mittleren Osten, Südafrika und Europa mit Telekommunikationsdienstleistungen versorgen. Er wurde auf Basis des Satellitenbusses A2100 von Lockheed Martin gebaut und besitzt eine geplante Lebensdauer von mehr als 15 Jahren.